# Dritëro Agolli
Pour les articles homonymes, voir Agolli.
Dritëro Agolli est un poète, écrivain et journaliste albanais, né le 13 octobre 1931 dans le district de Devoll et mort le 3 février 2017 à Tirana (Albanie). 

## Biographie
Dritëro Agolli est né le 13 octobre 1931 dans une famille paysanne à Menkulas (district de Devoll) au sud de l’Albanie, non loin de la frontière grecque. Il fait ses études secondaires à Gjirokastre qu’il achève en 1952 puis il entreprend des études de philologie et de journalisme à la Faculté des Arts de Leningrad. Il vit aujourd'hui à Tirana.
Ses premières publications datent de 1946 et son premier recueil de poésie, Në rrugë dolla, est publié en 1958. Dans ce volume et ceux qui suivront, il apparaît que l’attachement à ses origines forme le cœur de son credo poétique et le public découvre un auteur lyrique d’importance et d’une grande maîtrise technique.
Parallèlement à son activité littéraire, il travaille durant quinze ans comme journaliste à Zëri i Popullit,  journal au service du régime communiste albanais d’Enver Hoxha. Il fut à la tête de l’Union des écrivains et artistes albanais de 1972 jusqu'à son retrait le 31 janvier 1992, par la suite il devint également membre du Parlement pour le Parti Socialiste Albanais.
Pour un temps, il donna des cours de stylistique dans la section journalisme de l’Université de Tirana et outre la poésie, les nouvelles et romans son œuvre compte des essais et critiques, des scénarios cinématographiques ainsi que des traductions.
Il possède également sa propre maison d'édition, Dritëro Publishing Company, au travers de laquelle il publie quelques nouveaux volumes de prose et de poésie.
En Albanie, Dritëro Agolli jouit d’une notoriété et d’une reconnaissance aussi importante que celle accordée à Ismaïl Kadaré, tant par ses pairs que par le public.

## Œuvre

### En albanais
- 1958 : Në rrugë dolla
- 1961 : Hapat e mija në asfalt
- 1964 : Zhurma e ererave të dikurshme
- 1965 : Shtigje malesh dhe trotuare
- 1968 : Mesditë
- 1969 : Komisari Memo
- 1973 : Shkëlqimi dhe rënia e Shokut Zylo
- 1974 : Nëne Shqipëri
- 1975 : Njeriu me top
- 1977 : Fjala gdhend gurin
- 1980 : Trëndafili në gotë
- 1985 : Udhëtoj i menduar
- 1993 : Pelegrini i vonuar
- 1995 : Lypësi i kohës
- 1995 : Njerëz të krisur
- 1995 : Cudira dhe marrëzi
- 1996 : Shirpti i gjyshërve
- 1996 : Kalorësi lakuriq
- 1996 : Vjen njeriu i çuditshëm
- 1997 : Baladë për tim atë dhe për vete
- 1997 : Arka e djallit
- 1997 : Teshtimat e lirisë. Njeriu, politika dhe kultura
- 1998 : Fletorka e mesnatës
- 1998 : Kambana e largët
- 1998 : Kënget e buzeqeshjes
- 1998 : Lutjet e kambanes
- 2000 : Gdhihet e ngryset
- 2000 : Dështaku

#### Traductions
- 1982 :  Paul Eluard, Poezi
- 1987 :  Robert Burns, Kënga e gezimeve dhe brengave

### En français
- 1974 : Le Commissaire Memo, Éditions 8 Nëntori
- 1987 : Je marche pensif. Choix de poèmes
- 1990 : Splendeur et Décadence du camarade Zylo, Éditions Gallimard
- 1994 : L'Homme au canon, Le Passeur puis 1998, Le Serpent à Plumes, coll. Motifs
- 1998 : Un grondement de vents lointains, Le Serpent à Plumes, coll.Fiction
- 2010 : À fleur de fables, éditions Fondencre, coll. Beaux Livres (www.fondencre.fr). Anthologie poétique traduite et présentée par Alexandre Zotos, illustrée par Alain Lacouchie.
- 2018 : L'Humeur libre, éditions Fondencre (www.fondencre.fr). Anthologie poétique bilingue traduite et présentée par Alexandre Zotos.

#### Choix de poèmes, nouvelles en français
- 1973 : Ismaïl Kadare et la nouvelle poésie albanaise, Michel Metais, P.-J. Oswald éditions
- 1985 : L'Appasionata, revue Nota Bene no 14-15-16
- 1992 : Le troisième d'entre nous, La Quinzaine littéraire no 613
- 1996 : La Main de Singe, revue no 18-19
- 1998 : Anthologie de la poésie albanaise, Alexandre Zotos, La Polygraphe, éditions Comp'Act
- 1998 : Les Belles Étrangères. 13 écrivains d'Albanie, ministère de la Culture et de la Communication, Centre national du livre

### En anglais
- 1975 : The bronze bust
- 1983 : The man with the gun
- 1985 : Short stories
- 1985 : Mother Albania : A poem